# Gastone III Febo
Gastone di Foix detto Febo (in catalano: Gastó III de Foix, in castigliano: 
Gastón III Febus, in occitano: Gaston II de Fois-Bearn ed in francese: Gaston III de Foix-Béarn; Orthez, 30 aprile 1331 – Sauveterre-de-Béarn, 1º agosto 1391), importante signore feudale di Guascogna e Linguadoca, fu conte di Foix, visconte di Béarn, Coprincipe di Andorra, Visconte di Marsan e Visconte di Lautrec, dal 1343, alla sua morte.
Gastone ricevette l'appellativo di Febo, sia per la sua bellezza, che per il suo amore per l'arte ed anche perché aveva il sole come emblema.

## Origini familiari
Gastone Febo, sia secondo Pierre de Guibours, detto Père Anselme de Sainte-Marie o più brevemente Père Anselme, che secondo la Chroniques romanes des comtes de Foix era il figlio maschio primogenito del conte di Foix, Coprincipe di Andorra, Visconte consorte di Béarn, Visconte di Marsan e Visconte di Lautrec, Gastone II e della moglie, Leonora di Cominges, che era figlia del conte Bernardo VII di Comminges e Laura di Monfort, come risulta dall'estratto del Mars MCCCXCVI della Histoire généalogique de la maison d'Auvergne.
Gastone II di Foix-Béarn, ancora sia secondo Père Anselme, che secondo la Chroniques romanes des comtes de Foix era il figlio maschio primogenito del conte di Foix, Visconte di Castelbon, Coprincipe di Andorra, Visconte consorte di Béarn e Visconte di Marsan, Gastone I e della moglie, Giovanna d'Artois, che, come ci conferma il Chronicon Guillelmi de Nangiaco, era la figlia di Filippo d'Artois, figlio del conte di Artois, Roberto II e di Bianca di Bretagna, figlia del Duca di Bretagna e conte di Richmond, Giovanni II; la madre di Bianca era Beatrice d'Inghilterra, figlia del re d'Inghilterra, Enrico III e della moglie, Eleonora di Provenza.

## Biografia
Nel 1343, suo padre, Gastone II si mise al servizio del re di Castiglia e León, Alfonso XI, nella crociata contro il Sultanato di Granada e mentre si trovava all'assedio di Algeciras (1342-1344) nella Spagna meridionale, con il re Alfonso XI, si ammalò. Morì di peste a Siviglia nel settembre 1343; secondo la Revue historique, scientifique et littéraire du Tarn, Gastone II fu ucciso, combattendo, nel 1344. Il suo corpo fu trasportato nella contea di Foix e tumulato nell'Abbazia di Boulbonne. Gastone Febo, l'unico figlio legittimo, gli succedette, come da suo testamento redatto il 28 novembre 1330 (secondo le Chroniques romanes des comtes de Foix, il testamento fu redatto il 17 aprile 1343 e prevedeva che la moglie avesse la tutela del figlio), mentre, sempre secondo la Revue historique, scientifique et littéraire du Tarn, l'usufrutto della viscontea di Lautrec andò alla moglie, Leonora.
Gastone Febo subentrò al padre, all'età di dodici anni e la madre, Eleonora, tenne la reggenza sino alla sua maggior età, per circa due anni; la reggenza di Leonora ci viene conferma dal documento n° XXXVII della Preuves de l'Histoire générale de Languedoc, tome VII, che attesta che Leonora ed il figlio (Alienors de Convenis comitissa ac vicecomitissa comitatus ac vicecomitatus praedictorum, et tutti ejusdem D. comitis filii sui pupilli), nel 1344, ricevettero l'omaggio dei nobili e dignitari della contea di Foix.
Nel documento n° XXXVI dei Documents des archives de la Chambre des Comptes de Navarre : 1196-1384, dell'8 febbraio 1347, il re di Francia, Filippo VI di Valois si impegnava a rinunciare ai diritti sulle terre che avrebbe ceduto ad Agnese di Navarra o d'Évreux (Agnes, fille…de Phelippe jadis roy et de…Jehnne de France royne de Navarre) quando si fosse sposata con Gastone Febo (Gaston comte de Foix…[filz de] Alliénor de Cominges contesse de Foix).
Data la posizione geografica dei suoi due domini Gastone si trovò ad essere vassallo del duca di Guascogna e re d'Inghilterra, Edoardo III, per la viscontea di Béarn e vassallo del re di Francia, Filippo VI di Valois, per la contea di Foix, e dato che i due sovrani cercavano di attrarlo nella loro orbita, Gastone Febo riuscì a mantenersi abbastanza neutrale (nel 1347 dichiarò che il Bearn è neutrale dal conflitto e lui, Gastone Febo, ritiene che il suo paese sia di Dio e della sua spada), cosicché, quando scoppiò la guerra dei cent'anni, riuscì a mantenere i suoi feudi al di fuori della contesa.
Nel 1349, dopo che il contratto di matrimonio era stato concluso nel luglio del 1348, Gastone Febo sposò Agnese di Navarra, figlia della regina di Navarra, Giovanna II (figlia del re di Francia, Luigi X l'Attaccabrighe) e di Filippo d'Évreux, conte di Évreux, figlio di Luigi d'Évreux (figlio di Filippo III di Francia) e Margherita d'Artois (discendente da Roberto I di Artois, fratello del Re di Francia Luigi IX il Santo).
Agnese fu poi ripudiata diversi anni dopo le nozze, nel dicembre 1362, poco dopo aver dato alla luce l'unico figlio, Gastone; ancor oggi non se conosce l'esatto motivo, ma pare fosse legato al mancato pagamento dell'intera dote. Agnese ritornò alla corte del fratello, Carlo II il Malvagio(1332 – 1387), conte di Évreux e re di Navarra.
Gastone Febo passò la vita a guerreggiare, aveva iniziato, nel 1347, contro gli inglesi, al fianco del re Filippo VI, poi, dopo essere stato incarcerato, nel luglio 1356 dal nuovo re di Francia, Giovanni II il Buono, a cui si era rifiutato di genere omaggio per il Bearn, mentre per la Chroniques romanes des comtes de Foix era stato incarcerato perché alleato del cognato, Carlo II il Malvagio, acerrimo nemico di re Giovanni II (fu liberato dopo la battaglia di Poitiers, dove Giovanni II fu catturato dagli Inglesi), tra il 1357 ed il 1358, si recò in Prussia, dove, combatté insieme ai cavalieri teutonici ed al Captal de Buch Giovanni III di Grailly, le popolazioni pagane, rientrò in Francia, nel 1358, per combattere la Jacquerie; questo episodio viene riportato dallo storico Alfred Coville: una schiera di parigini ed altra gente del contado aveva attaccato la città mercato di Meaux, su un'isola della Marna, dove si erano rifugiate, la moglie del delfino, la duchessa di Normandia, Giovanna di Borbone, con diverse dame della corte, che sarebbero state catturate, se non fosse stato per l'arrivo di Gastone Febo, che stava rientrando dalla Prussia, e che fece strage degli insorti.
Poi riprese la guerra per il possesso della viscontea di Béarn (guerra iniziata dal bisnonno, Ruggero Bernardo III, e continuata dal nonno, Gastone I e poi dal padre, Gastone II) col conte d'Armagnac (antica contea compresa tra la parte occidentale del dipartimento di Gers e la parte orientale del dipartimento di Landes), Gastone Febo riuscì a sconfiggere e fare prigioniero, nel 1362, a Launac il conte Giovanni I d'Armagnac (col riscatto che ottenne per la liberazione di Giovanni I, Gastone Febo, nel 1365, si arricchì); il nuovo conte di Armagnac, Giovanni II, poi sollevò, ancora delle pretese sul Béarn e la guerra riprese nel 1375; la pace per la viscontea di Béarn fu raggiunti nel 1378, quando fu raggiunto un accordo per il fidanzamento del figlio di Gastone Febo, Gastone, con la figlia di Giovanni II d'Armagnac, Beatrice d'Armagnac ed il successivo matrimonio l'anno seguente; il trattato di pace è riportato dal documento n° XCI, datato 1348 e 1349 delle Preuves de l'Histoire générale de Languedoc, tome VII.
Nel 1378, il conte di Foix catturò alcuni agenti del re di Navarra e provò al re di Francia Carlo V il Saggio, che il re di Navarra, Carlo il Malvagio, nel 1370, poi nel 1372 ed infine nel 1378, aveva progettato la divisione del regno di Francia col re d'Inghilterra ed inoltre aveva organizzato un complotto per avvelenare Carlo V, che senza esitare, fece occupare i territori normanni del re di Navarra, proprio mentre Carlo il Nobile, si trovava in Normandia, per conto del padre, alla testa di una delegazione che avrebbe dovuto parlamentare venne con Carlo V. Carlo il Nobile, che continuava ad essere in ostaggio del re di Francia, fu costretto a ripudiare il padre.
Nel 1380, il re di Francia, Carlo V, detto il Saggio, nominò Gastone Febo luogotenente per la Linguadoca, ma, dopo la morte di Carlo V, il nuovo re, Carlo VI, detto prima il Beneamato e poi il Folle, riconsegnò la luogotenenza al proprio zio, il duca di Berry, Giovanni di Valois, che l'aveva già avuta prima di Gastone Febo.
Lo storico francese, Jean Froissart, contemporaneo di Gastone Febo, ha descritto gli avvenimenti che, nel 1381, portarono alla morte del figlio, Gastone, che, istigato dallo zio, il re di Navarra, Carlo II il Malvagio, aveva tentato di avvelenarlo; Gastone Febo, dopo aver avuto l'impulso di uccidere il figlio, decise di rinchiuderlo in prigione, con l'intenzione di liberarlo dopo alcune settimane; ma quando venne a sapere che il figlio rifiutava di mangiare il cibo che il padre gli inviava, corse nella cella ed ebbe con lui una discussione e gli puntò un coltello alla gola e se ne tornò nelle sue stanze, malauguratamente il coltello aveva lacerato una vena del collo e conseguentemente il figlio Gastone morì: fu un incidente.
Nel 1390, Gastone Febo ricevette, con grande magnificenza nella contea di Foix il re Carlo VI, che gli concesse una rendita vitalizia sulla contea di Bigorre, mentre Gastone Febo nominò il re suo erede, come conferma anche la Histoire générale de Languedoc commenced by Gabriel Marchand.
Gastone Febo morì per un ictus, nell'agosto 1391, a Sauveterre-de-Béarn, nei pressi di Orthez, durante una caccia all'orso, mentre si stava lavando le mani per pranzare. Fu tumulato nella chiesa dei Domenicani, detta dei Giacobini di Orthez.
Nonostante avesse nominato il re a suo successore a Gastone Febo succedette un cugino, Matteo di Foix-Béarn, del ramo cadetto dei Foix-Castelbon.

## Saggista e musicista
Gastone Febo è considerato uno dei più grandi cacciatori del suo tempo e, tra il 1387 ed il 1389, scrisse, in francese, un libro, inerente alla caccia, il Livre de chasse, considerato uno dei migliori trattati medioevali in cui venivano trattati i metodi e le tecniche di caccia e dove si parlava anche delle razze di cani più idonee alle operazioni di caccia.
Compose inoltre, sempre in francese, un libro di preghiere, Livre des oraisons; è opinione diffusa che sia stato scritto dopo l'incidente del figlio.
Infine Gastone Febo fu un intenditore e amante della musica che ci lasciò anche alcune composizioni musicali. Tra l'altro gli si attribuisce la paternità di un canto delle regioni pirenaiche, Se canta, che oggi è l'inno del popolo occitano.

## Discendenza
Gastone Febo ed Agnese ebbero un unico figlio:
- Gastone (1362-1381), ucciso accidentalmente dal padre[27]

Gastone Febo ebbe quattro figli da diverse amanti di cui non si conoscono né i nomi né gli ascendenti:
- Garcia, visconte d'Ossau, citato sia da Froissart, che da Père Anselme
- Peranudet, morto giovane, citato da Père Anselme
- Bernal de Foix, morto verso il 1383, che, secondo Père Anselme (1625-1694), fu primo Conte di Medinaceli per il matrimonio con Isabella de la Cerda Pérez de Guzmán
- Giovanni detto Yvairt, morto il 30 gennaio 1392, citato da Froissart, secondo Père Anselme era destinato a succedere al padre, per volere di quest'ultimo; Père Anselme ricorda la sua morte: bruciato vivo durante una festa da ballo per Carlo VI, accidentalmente i suoi abiti presero fuoco.

### Fonti primarie
- (LA)  Documents des archives de la Chambre des Comptes de Navarre : 1196-1384.
- (LA)  Histoire générale de Languedoc, tome VII.
- (LA)  Histoire générale de Languedoc, tome X, Notes.
- (LA)  Recueil des historiens des Gaules et de la France. Tome 20.
- (LA)  Recueil des historiens des Gaules et de la France. Tome 21.
- (LA)  Annales Londonienses.
- (FR)  Histoire généalogique et chronologique de la maison royale de France, tomus III.
- (FR)  Jehan Froissart Chroniques Archiviato il 24 ottobre 2007 in Internet Archive..
- (FR)  Histoire générale de Languedoc commenced by Gabriel Marchand.
- (OC, FR)  Chroniques romanes des comtes de Foix.

### Letteratura storiografica
- A. Coville, Francia: la guerra dei cent'anni (fino al 1380), in «Storia del mondo medievale», vol. VI, 1999, pp. 608–641
- (FR)  Michelet, J, (1971) Histoire de France, tome IV.
- (FR)  Revue historique, scientifique et littéraire du Tarn.
- (FR)  Histoire généalogique de la maison d'Auvergne.